# ファッブリケ・ディ・ヴェルジェーモリ
ファッブリケ・ディ・ヴェルジェーモリ（伊: Fabbriche di Vergemoli）は、イタリア共和国トスカーナ州ルッカ県にある、人口約700人の基礎自治体（コムーネ）。
コムーネ統廃合 (it:Fusione di comuni italiani) により、ファッブリケ・ディ・ヴァッリコとヴェルジェーモリが合併して2014年1月1日に発足した。

## 地理

### 位置・広がり
ルッカ県中部に位置する。

#### 隣接コムーネ
隣接するコムーネは以下の通り。
- ボルゴ・ア・モッツァーノ
- ガッリカーノ
- モラッツァーナ
- ペスカーリア
- スタッツェーマ

### 気候分類・地震分類
ファッブリケ・ディ・ヴェルジェーモリにおけるイタリアの気候分類 (it) および度日は、zona E, 2988 GGである。
また、イタリアの地震リスク階級 (it) では、zona 2 (sismicità media) に分類される。

## 行政

### 分離集落
ファッブリケ・ディ・ヴェルジェーモリには以下の分離集落（フラツィオーネ）がある。
- Calomini, Campolemisi, Fabbriche di Vallico (Capoluogo), Fornovolasco, Gragliana, San Luigi, San Pellegrinetto, Vallico Sopra, Vallico Sotto, Vergemoli